# Кравець Микола (Стрілець)
Микола Кравець (21 травня 1894 — ?) — український військовик, десятник легіону УСС, хорунжий Київських Січових Стрільців Армії УНР.

## Життєпис
Народився 21 травня 1894 в селі Гарбузів, повіт Зборів нині Тернопільського району. У серпні 1914 добровільно вступив до Легіону УСС, де пройшов війну кулеметником.
Під час перебування Полку СС у Запоріжжі у 1918 році сотники Федь Черник і Михайло Турок переконали його залишити УСС і приєднатися до Запорізької дивізії УНР у кавалерійський полк полковника Петріва, а звідти в Окремий Загін Січових Стрільців, під командуванням Євгена Коновальця, який організовували в Білій Церкві.
Із Січовими Стрілецями пройшов через всю боротьбу за незалежність і закінчив як військовополонений польської армії в Бересті, а потім у Стшалковому.
Пізніше емігрував до США.